# Hercules Graphics Card

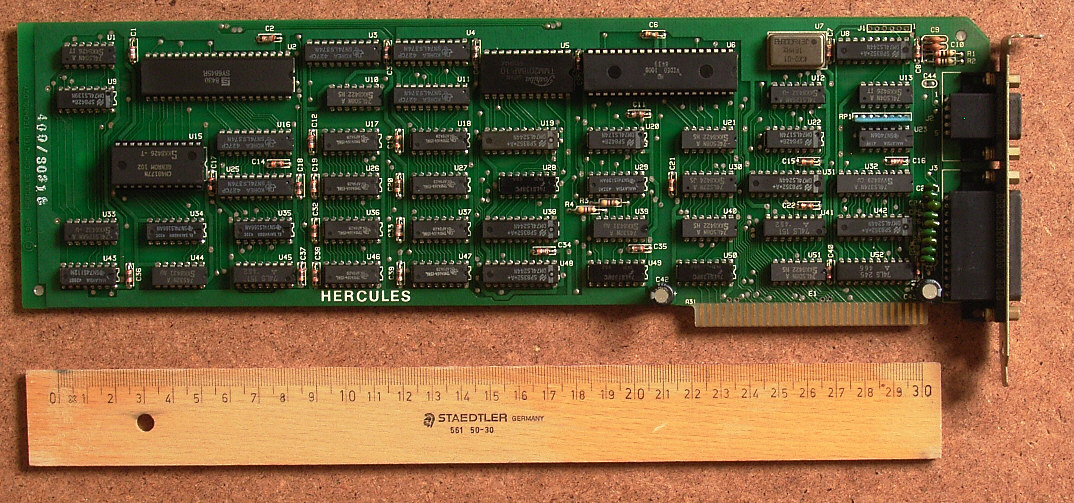
Een originele Hercules insteekkaart.

De Hercules Graphics Card of Hercules is een standaard voor weergavemodus die in 1982 door de Amerikaanse firma Hercules ontwikkeld is.
De Hercules-kaart was vrij populair, ondanks dat IBM de voorloper was met de grafische kaarten (zie CGA, EGA). IBM introduceerde grafische kaarten die steeds meer kleuren konden laten zien, maar daardoor ook duur waren. De Hercules-kaart had geen kleuren en had dus ook geen (duurdere) kleurenmonitor nodig. Daardoor was de Hercules-kaart ook meer geschikt voor thuisgebruik.
Voor tekst had de Hercules-kaart dezelfde opbouw als de MDA-kaart, dus 80×25 karakters van elk 7×11 pixels in een veld van 9×14 pixels.
De Hercules-kaart had één grafische modus van 720×348 pixels. Er zijn weinig spellen speciaal voor de Hercules-standaard gemaakt. Wel konden een aantal spellen die in oorsprong voor CGA geschreven waren met de Hercules-kaart gespeeld worden. Door de vrij hoge resolutie was de Hercules-kaart vooral geschikt om onder andere grafieken mee af te beelden.
Doordat de Hercules-kaart een ander adresgebied van de computer gebruikt, was het mogelijk om deze tegelijkertijd met een IBM-kaart (bijvoorbeeld de VGA-kaart) te laten werken. Daarmee konden twee monitoren op één computer aangesloten worden. Dat werd bijvoorbeeld door ontwikkelaars van programmatuur of CAD-ontwerpers gebruikt. Het hoofdscherm liet de applicatie zien, en via de Hercules-kaart kon specifieke informatie over de processen getoond worden.
CGA ·
EGA ·
XGA ·
Hercules ·
MDA ·
MCGA ·
QVGA ·
SVGA ·
SXGA ·
UXGA ·
VGA ·
WXGA